# 외레브로 SK
외레브로 SK(Örebro SK, 약칭 ÖSK)는 1908년 10월 28일에 창단된 스웨덴 외레브로의 축구 클럽으로, 현재 수페레탄에서 활동하고 있다.

## 성적
- 알스벤스칸
  - 준우승 2회 (1991, 1994)

- 스웨덴 컵
  - 준우승 1회 (1987–88)

## 선수 명단

### 현역
참고: FIFA 자격 규정에 따라 소속된 국가대표팀 국기를 표시합니다. 선수는 복수의 FIFA 비회원국 국적을 가지고 있을 수 있습니다.
| 번호 | 포지션 | 국적       | 이름                |
| ---- | ------ | ---------- | ------------------- |
| 2    | DF     |            | 토비아스 비욘스타드 |
| 8    | MF     | 에리트레아 | 모하메드 사에이드   |
| 10   | MF     |            | 빅토르 바크만       |
| 17   | FW     |            | 칼 홀름버그         |

| 번호 | 포지션 | 국적 | 이름 |
| ---- | ------ | ---- | ---- |

## 역대 감독
| 감독        | 임기        |
| ----------- | ----------- |
| 로이 호지슨 | 1983 ~ 1984 |